# 無盡探險
《無盡探險》是由tri-Ace開發，史克威爾艾尼克斯發售的Xbox 360獨佔角色扮演遊戲。

## 概要
最初由微軟單獨為銷售商，其後改變為與史克威爾艾尼克斯的共同計劃。
由tri-Ace開發，五反田義治從10年前構想這計劃，五反田說本作會加入tri-Ace過去作品的要素。

## 系統
本作重要的關鍵字為「發現（discovery）」，玩家的動作及發現能引起很大的變化。在迷宮內移動及戰鬥，都是在同一個場地進行，所以所有的行動都會即時影響到週圍的環境。

## 登場人物
卡比爾 （Capell）
配音員：立花慎之介
遊戲主角。與稱為光之英雄的席格穆特外貌非常相似的賣藝青年。擁有「療傷長笛手卡比爾」的外號，不喜歡相爭而且溫柔的和平主義者。其實他本質是以拒絕的視線望著世事，不管任何事都不正面面對。因為被封印軍誤以為英雄席格穆特而被捉住，而遇到艾雅。
艾雅（Aya）
配音員：生天目仁美
遊戲女主角。從外表看來非常可愛，其實是參加解放軍的積極少女。用詞很有男子氣概，責任感比別人強，其實內裏隱藏著背負辛酸及脆弱的一面。因為收到席格穆特被捉的錯誤情報，救出被誤捉的卡比爾
席格穆特（Sigmund）
配音員：杉田智和
伊度亞度（Eduardo）
配音員：三木真一郎
魯卡（Luka）
配音員：小林由美子
蘿卡（Roka）
配音員：植田佳奈
蜜雪兒（Mirche）
配音員：新谷良子
尤金（Eugene）
配音員：古澤徹
巴爾巴剛（Balbagan）
配音員：楠大典
托瑪（Toma）
配音員：渡邊明乃
小町（Komachi）
配音員：松岡由貴
維卡（Vika）
配音員：釘宮理惠
古斯塔夫（Gustuv）
索倫斯坦（Solenstan）
配音員：楠大典
基里亞（Kiriya）
配音員：杉山紀彰
賽菈菲瑪（Serafima）
配音員：天野由梨
克里斯多夫（Kristofor）
配音員：小山力也
多米妮卡（Dominica）
配音員：皆川純子
富士（Subaru）
配音員：松井菜櫻子
芙伊娜（Faina）
配音員：前田ゆきえ
連恩（Liam）
配音員：皆川純子
雷歐尼德（Leonid）
配音員：譀訪部順一
薩蘭妲（Sarande）
配音員：天野由梨

## 製作人員
- 監製：小川浩
- 製作人：小島創
- R&D主程式員：五反田義治
- 劇本：株式会社ORG、水野良、賀東招二
- 音樂：櫻庭統
- 角色設計：梶本幸宏

## 外部連結
- （日語）官方網站 （页面存档备份，存于）
- （英文）官方网站